# La Motte-Tilly
La Motte-Tilly è un comune francese di 375 abitanti situato nel dipartimento dell'Aube nella regione del Grand Est.

## Società

### Evoluzione demografica
Abitanti censiti